# Như Xuân (xã)
Như Xuân là một xã thuộc tỉnh Thanh Hóa, Việt Nam.
Được thành lập ngày 16 tháng 6 năm 2025 theo Nghị quyết số 1686/NQ-UBTVQH15 của Ủy ban Thường vụ Quốc hội trên cơ sở toàn bộ diện tích tự nhiên và quy mô dân số của thị trấn Yên Cát và xã Tân Bình thuộc huyện Như Xuân, xã Như Xuân chính thức hoạt động từ ngày 1 tháng 7 cùng năm.
Xã Như Xuân có diện tích tự nhiên 69,87 km², quy mô dân số năm 2024 là 13.496 người, mật độ dân số đạt 193 người/km².